# 13 Chapters
13 Chapters är ett samlingsalbum med sångerskan och låtskrivaren Jade Villalon's verk för Sweetbox. Det släpptes 2004 i Europa och 2005 i Taiwan. Albumet blandar hitlåtarna från föregående album Adagio med nya från albumet After the Lights. Albumets huvudsakliga syfte var att marknadsföra Sweetbox i regioner där man inte släppt material tidigare.

## Låtlista
1. "Piano in the Dark"
2. "After the Lights"
3. "Killing Me DJ" (featuring Toby)
4. "Life Is Cool"
5. "More Than Love"
6. "Waterfall"
7. "God on Video"
8. "Beautiful"
9. "Hate Without Frontiers"
10. "China Girl"
11. "Time of My Life"
12. "Pretty in Pink"
13. "Sorry"
14. "This Christmas" (Bonus Track)

### VCD (Taiwan)
1. "More Than Love (Music Video)"
2. "Interview with Jade"
3. "Life Is Cool (Studio Footage)"
4. "More Than Love (Studio Footage)"

## Singlar
- "Killing Me DJ"
- "Life Is Cool"
- "This Christmas/More Than Love"